# Rocky III
Rocky III is een Amerikaanse film uit 1982, geregisseerd én geschreven door Sylvester Stallone, die tevens de hoofdrol speelt. De filmmuziek werd genomineerd voor zowel een Academy Award, een BAFTA Award als een Golden Globe. De film ging in Nederland in première op 15 juli 1982.

## Verhaal
Rocky Balboa heeft na twee pogingen (zie Rocky en Rocky II) het onmogelijke waargemaakt. Hij heeft als onbeduidende amateur de wereldkampioen boksen Apollo Creed (Carl Weathers) verslagen en daarmee de wereldtitel voor zichzelf opgeëist. De ongekende luxe en aandacht die daarna op Balboa is afgekomen hebben hem lui en arrogant gemaakt. Dit effect is versterkt, omdat zijn trainer Mickey Goldmill (Burgess Meredith), Rocky laat boksen tegen tegenstanders die niet meer op hun top zitten. Rocky heeft tien titelgevechten en verdedigt zijn titel succesvol. De talentvolle en opkomende bokser Clubber Lang (Mr. T), vecht zijn weg naar de top. Wanneer Clubber Lang de nummer 1 uitdager is, probeert hij via Mickey een gevecht met Rocky te krijgen. Rocky echter, denkt aan stoppen en besluit om met pensioen te gaan. Lang verstoort een bijeenkomst waarin Rocky zijn pensioen aankondigt en beledigt Adrian, en vertelt Rocky dat hij een gemaakte kampioen is, wiens titel niets betekent. 
Mickey wil Rocky duidelijk maken dat Lang anders is dan alle andere tegenstanders, en dat Rocky geen schijn van kans maakt, omdat hij sinds zijn titel niet meer hongerig is naar winst, en op deze manier Rocky wou beschermen. Lang daarentegen is zeer hongerig naar de titel. Balboa vraagt Mickey nog een keer aan zijn zijde te staan, omdat hij niet kan stoppen, met de kennis dat hij zijn titel eigenlijk oneerlijk behouden heeft. Rocky denkt zijn titel met een halfbakken voorbereiding ook wel te behouden, en besluit om zijn laatste gevecht te boksen tegen Clubber Lang. Dit pakt echter anders uit, want de topfitte krachtmens Lang laat Balboa geen schijn van kans en wint door knock-out in ronde 2. Kort na het verliezen van zijn titel raakt hij ook zijn trainer en vriend Mickey kwijt, wanneer die overlijdt aan een hartaanval ten gevolge van een ruzie tussen Rocky en Clubber Lang vlak voor de wedstrijd. 
Zich realiserend dat hij het allemaal zelf heeft verspeeld, gooit Balboa op dat moment het roer om. Apollo Creed beseft dat Rocky niet meer de gretigheid bezit, die hij in het gevecht tegen Apollo wel had. Met zijn vroegere tegenstander Creed en diens voormalige trainer Duke (Tony Burton) als zijn coaches, begint hij aan de weg terug. Rocky's honger is, na een diep gesprek met Adrian, weer terug en in een herkansing tegen Lang wil hij ditmaal tonen dat hij wel degelijk de rechtmatige kampioen is. Hij beseft nu weer dat zoiets veel training vergt. Rocky verandert zijn techniek en strategie volledig en leert de boksstijl van Apollo Creed, omdat dit de enige weg is om de veel sterkere en krachtigere Lang te verslaan. Rocky valt in dit proces 10 pond af en ontwikkelt een zeer snelle boksstijl, waarin ontwijken, veel bewegen en krachtig en snel stoten het overwicht heeft. In het gevecht tegen Lang domineert Rocky ronde 1 volledig. Lang heeft in deze ronde veel stoten geïncasseerd en heeft Rocky maar zeer weinig geraakt. In ronde 2, begint het gevecht wat langzamer, en gaat Rocky door met zijn nieuwe techniek. Lang krijgt op een gegeven moment de overhand en slaat Rocky met alles wat hij heeft. Rocky ziet hier een kans in en maakt vanaf ronde 2 gebruik van het bekende rope a dope techniek, zoals Muhammad Ali deze gebruikte tegen George Foreman. Rocky daagt Lang provocerend, met woorden, uit en Lang geeft Rocky alles wat hij heeft. Lang wordt in ronde 2 en 3 al zeer snel moe, vanwege alle stoten die Rocky snel en krachtig uitdeelt, en alle krachtinspanning die Lang deed om Rocky met volle kracht (probeerde) te raken. Rocky daarentegen is nog steeds fit, en draait het roer om, nadat hij ziet dat Lang uitgeput is geraakt, vanwege het feit dat Lang een stijl heeft die alleen werkt, als zijn tegenstander ook op Langs manier vecht. Rocky wint het gevecht in ronde 3, door knock-out en wordt opnieuw wereldkampioen zwaargewichten.
De film eindigt met Apollo en Rocky die een persoonlijke revanchewedstrijd aangaan, dit keer echter zonder schijnwerpers en media.

## Rolverdeling
| Acteur             | Personage                 |
| ------------------ | ------------------------- |
| Sylvester Stallone | Rocky Balboa              |
| Talia Shire        | Adrianna "Adrian" Pennino |
| Burt Young         | Paulie                    |
| Mr. T              | Clubber Lang              |
| Burgess Meredith   | Mickey Goldmill           |
| Carl Weathers      | Apollo Creed              |
| Tony Burton        | Tony Duke                 |
| Hulk Hogan         | Thunderlips               |

## Trivia
- Mickeys achternaam Goldmill wordt in Rocky III voor het eerst vernoemd, wanneer deze op diens grafsteen staat te lezen. Ook dat hij religieus Joods is wordt met een davidster op zijn grafsteen verbeeld.